# Carbutt Glacier
Carbutt Glacier är en glaciär i Antarktis. Den ligger i Västantarktis. Argentina, Chile och Storbritannien gör anspråk på området. Carbutt Glacier ligger 904 meter över havet.
Terrängen runt Carbutt Glacier är kuperad åt sydost, men åt nordväst är den bergig. Trakten är obefolkad. Det finns inga samhällen i närheten.